# Curtara excavara
Curtara excavara är en insektsart som beskrevs av Delong 1980. Curtara excavara ingår i släktet Curtara och familjen dvärgstritar. Inga underarter finns listade i Catalogue of Life.